# Сунь Лян
Сунь Лян (кит. трад. 孫亮, упр. 孙亮, пиньинь Sūn Liàng, 243—260), взрослое имя Цзыми́н (кит. 子明, пиньинь Zǐmíng) — второй правитель царства У эпохи Троецарствия в Китае. Посмертного и храмового имени не имел.

## Биография
Сунь Лян был самым младшим сыном основателя царства У Сунь Цюаня; он родился в 243 году, когда его отцу был уже 61 год. Так как ещё 241 году скончался наследник престола Сунь Дэн, то в 242 году Сунь Цюань назначил наследником престола Сунь Хэ, но одновременно приблизил к себе и другого сына — Сунь Ба. К 245 году отношения между Сунь Хэ и Сунь Ба серьёзно ухудшились, Сунь Ба постоянно интриговал против Сунь Хэ, надеясь самому получить статус наследника престола. В итоге в 250 году Сунь Цюань вынудил Сунь Ба совершить самоубийство, а Сунь Хэ лишил статуса наследника, и вместо него сделал наследником престола Сунь Ляна, а мать Сунь Ляна — супругу Пань — возвёл в ранг императрицы. Однако в начале 252 года императрица Пань была убита, а потом скончался и Сунь Цюань, и 9-летний Сунь Лян взошёл на трон.

### Регентство Чжугэ Кэ
Ещё до своей смерти Сунь Цюань выбрал регентом для своего сына Чжугэ Кэ, зарекомендовавшего себя в войнах против байюэ. После смерти Сунь Цюаня Сыма Ши — регент царства Вэй — предпринял три атаки против Восточного У, но войска Чжугэ Кэ сумели их отбить, нанеся противнику большие потери, и репутация Чжугэ Кэ выросла ещё больше. После этого Чжугэ Кэ решил во взаимодействии с царством Шу сам нанести удар по царству Вэй, но совершил крупный промах, изменив цель атаки, и вместо первоначально намеченного Шоучуня атаковав хорошо укреплённый Хэфэй. Войска несли потери во время тяжёлой осады, и были вынуждены отступить, когда царство Вэй прислало подкрепления.
По возвращении в столицу Чжугэ Кэ стал подавлять недовольство и, несмотря на понесённые тяжёлые потери, готовить новое нападение на царство Вэй. Сунь Цзюнь — правнук Сунь Цзина (дяди Сунь Цюаня) — организовал заговор, убил Чжугэ Кэ и вырезал весь клан Чжугэ.

### Регентство Сунь Цзюня
Формально Сунь Цзюнь разделил власть в стране с главным министром Тэн Ином, но фактически, контролируя армию, стал единоличным правителем. Обвинив бывшего наследника престола Сунь Хэ в связях с Чжугэ Кэ, он вынудил его покончить жизнь самоубийством. Сунь Ин (сын Сунь Дэна) в 254 году организовал заговор против Сунь Цзюня, но заговор был раскрыт, а Сунь Ин — казнён. В 255 году в Шоучуне вэйские войска подняли восстание, и Сунь Цзюнь двинулся им на помощь, но Сыма Ши быстро покончил с мятежниками. Позднее был раскрыт ещё один заговор против Сунь Цзюня, и опять был казнён ряд высших чиновников и аристократов, включая Сунь Сяоху (дочь Сунь Цюаня). В 256 году Сунь Цзюнь вновь планировал напасть на Вэй, но заболел, и назначил вместо себя регентом своего двоюродного брата Сунь Чэня, а сам вскоре скончался.

### Регентство Сунь Чэня
Генерал Люй Цзюй, возглавлявший основную воинскую группировку, направленную против царства Вэй, возмутился тем, как Сунь Цзюнь самовольно назначил регентом Сунь Чэня, ничем до этого себя не проявившего, и призвал Тэн Ина стать регентом. Тэн Ин согласился взаимодействовать с Люй Цзюем, и Сунь Чэню пришлось подавлять их мятеж военной силой. Тэн Ин и весь его клан были вырезаны; Люй Цзюй покончил жизнь самоубийством.
В 257 году Сунь Лян, которому исполнилось 14 лет, начал самостоятельно заниматься некоторыми важными государственными делами. Он создал личный корпус охраны, составленный из близких к нему по возрасту молодых солдат и офицеров; также он оспорил некоторые из решений Сунь Чэня. Позднее в том же году вэйский генерал Чжугэ Дань поднял восстание против вэйского регента Сыма Чжао, и попросил помощи у Восточного У, но некомпетентные действия Сунь Чэня привели к тому, что это восстание было подавлено вэйскими войсками.

### Смещение и смерть
Зная, что народ и молодой император недовольны им, Сунь Чэнь решил не возвращаться в столицу. Сунь Лян организовал заговор с целью избавиться от регента, но Сунь Чэнь, узнав об этом, окружил дворец своими войсками, и вынудил чиновников лишить Сунь Ляна трона; народу было объявлено, что у императора обнаружились проблемы с психикой. На трон был возведён старший брат Сунь Ляна — Сунь Сю, а Сунь Лян получил титул Куайцзи-вана (會稽王).
Сунь Сю вскоре арестовал и казнил Сунь Чэня, но наличие смещённого императора всегда создавало опасность возникновения заговора с целью возврата его к власти. Поэтому в 260 году Сунь Сю понизил Сунь Ляна в титуле до Хоугуаньского хоу (候官侯), и отправил его жить в этом уделе в провинции Фуцзянь. По дороге Сунь Лян скончался — по одной версии он совершил самоубийство, по другой — был отравлен.

## Девизы правления
- Цзяньсин (建興 Jiànxīng) 252—253
- Уфэн (五鳳 Wǔfèng) 254—256
- Тайпин (太平 Tàipíng) 256—258